# Знервована Мейбл
«Знервована Мейбл» (англ. Mabel's Nerve) — американська короткометражна кінокомедія Мейбл Норманд 1914 року.

## У ролях
- Мейбл Норманд — Мейбл
- Г. Маккой — хлопець Мейбл
- Мак Суейн